# Willie Hoppe

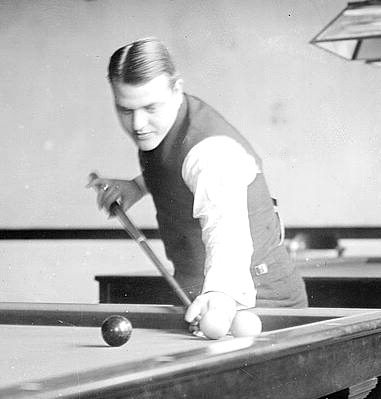
Willie Hoppe

Willie Hoppe (11 de outubro de 1887, Cornwall on Hudson - Nova Iorque - 1 de fevereiro de 1959), jogador de bilhar norte-americano. Venceu 51 campeonatos mundiais, o primeiro deles em 1906. Sua maior conquista foi ganhar 12 títulos, entre 1936 e 1952, na modalidade de três faixas.